# Candle (Alaska)
Pour les articles homonymes, voir Candle.
Candle est une communauté non incorporée américaine située sur la péninsule de Seward en Alaska.
Candle possède un aéroport (Candle 2 Airport, code AITA : CDL).
Candle a été le point de départ de la première grande compétition de mushing en 1908, le All Alaska Sweepstakes. Allan Alexander Allan y participa et parcouru les 408 miles (657 km) de Nome à Candle (aller et retour).